# Trith-Saint-Léger
Trith-Saint-Léger település Franciaországban, Nord megyében. Lakosainak száma 6062 fő (2022. január 1.). Trith-Saint-Léger La Sentinelle, Aulnoy-lez-Valenciennes, Famars, Maing, Prouvy és Valenciennes községekkel határos.

## Népesség
A település népessége az elmúlt években az alábbi módon változott:
| Lakosok száma | 6312 | 6290 | 6351 | 6215 | 6189 | 6292 | 6186 | 6124 | 6062 |
|               | 2013 | 2015 | 2016 | 2017 | 2018 | 2019 | 2020 | 2021 | 2022 |